# Trichodes leucopsideus
Trichodes leucopsideus é uma espécie de insetos coleópteros polífagos pertencente à família Cleridae conhecido por Escaravelho-soldado.
A autoridade científica da espécie é Olivier, tendo sido descrita no ano de 1795.
Trata-se de uma espécie presente no território português.

## Descrição
Os adultos alimentam-se dos pequenos insectos que visitam as flores. As larvas são parasitas de abelhas .